# جايسون إلام
جايسون إلام (بالإنجليزية: Jason Elam)‏ هو لاعب كرة قدم أمريكية أمريكي، ولد في 8 مارس 1970 في فورت والتون بيتش في الولايات المتحدة.

## وصلات خارجية
- جايسون إلام على موقع مرجع كرة القدم المحترفة.كوم (الإنجليزية)